# Bharat Stree Mahamandal
Bharat Stree Mahamandal var en organisation för kvinnors rättigheter i Indien, grundad 1910.
Det har kallats Indiens första kvinnoorganisation. Den grundades av Saraladevi Chaudhurani på Ladies Conference of the National Social Conference, det vill säga kvinnornas förbundsmöte vid den nationalsociala konferensen, och grundades formellt vid sitt första möte i Allahabad 1910. 
Vid denna tid levde Indiens medel- och överklasskvinnor normalt sett fortfarande i könssegregation (purdah). För att kunna upprätthålla denna deltog kvinnor därför i Indiens växande folkrörelser, så som självständighetsrörelsen, genom separata sidogrupper, vilket gjorde att kvinnogrupper bildades. Bharat Stree Mahamandal blev den första fasta separata kvinnoorganisationen i Indien. 
Den kritiserade könssegregeringen kvinnor levde under och den brist på bildning och kunskap den orsakade. Föreningen använde upprätthållandet av segregationen som argument för att kunna bilda en förening av bara kvinnor, och bildade lokalförbund som arrangerade kurser för kvinnor och flickor inne i haremen (zenana). Denna verksamhet visade sig dock vara så dyr att organisationen inte kunde upprätthålla sin verksamhet länge. En av dess lokalföreningar, Tamil Women's Association, blev dock 1917 en av grundarna till Indiens första permanenta kvinnorättsorganisation, Women's Indian Association.